# Bernd Winterschladen
Bernd Winterschladen (* 1960) ist ein deutscher Jazzmusiker (Tenor-, Bariton- und Sopransaxophon, sowie Bassklarinette).
Winterschladen, dessen älterer Bruder der Trompeter Reiner Winterschladen ist, studierte Musik an der Musikhochschule Köln. Mit Achim Fink, Joachim Gellert und Andreas Gilgenberg gründete er 1993 das Bläser-Quartett Talking Horns, dem er bis heute angehört. Er spielte weiterhin mit The Piano Has Been Drinking, mit Jean Shy, mit Gerd Köster, Trance Groove und dem von Stefan Krachten und Dal Martino  gegründeten Trance Club. Darüber hinaus wirkte er bei zahlreichen Platten-, Theater- und Fernsehproduktionen (u. a. Harald Schmidt Show) mit. Seit 2011 tourt er u. a. mit den Kings of Floyd.